# Albert Iten
Albert Iten (* 27. Mai 1962 in Zürich)  ist ein ehemaliger Schweizer Radsportler und Weltmeister, der in  Querfeldein- und Mountainbike-Rennen aktiv war.
1991 wurde Albert Iten Weltmeister im Downhill auf dem Mountainbike. 1993 wurde er Dritter der Schweizer Meisterschaft im Querfeldein-Rennen und im folgenden Jahr ebenso Dritter der Schweizer Meisterschaft im Downhill. 1994 wurde er ebenfalls Europameister im Cross Country.
Iten ist gelernter Elektriker und führt den elterlichen Betrieb weiter. Zudem ist er als Trainer tätig. Von 2010 bis 2013 war er Schweizer Nationaltrainer für Downhill und Four Cross. Seit 2009 hat sich Iten auf den Bau von E-Bikes spezialisiert.

## Schriften
- Bike Downhill, Bielefeld 2000 (mit Ulrich Stanciu)